# Steam Translation Server
Steam Translation Server (STS, сервер перекладів Steam) — вебсервіс, створений корпорацією Valve для волонтерів, які бажали перекладати ігри та інші продукти компанії на свої рідні мови. Спрощений аналог Crowdin чи Transifex, налаштований для роботи з локалізаційними файлами рушія Source.
Станом на 2020 рік на сервері є можливість перекладати з англійської усіма доступними у Steam мовами, зокрема й українською.

## Мови, що підтримуються
- Болгарська
- Бразильська португальська
- В'єтнамська (з 2018)
- Грецька
- Данська
- Іспанська
- Італійська
- Китайська спрощена
- Китайська традиційна
- Корейська
- Латиноамериканська іспанська (з 2018)
- Нідерландська
- Німецька
- Норвезька
- Піратська (не додано офіційно і ймовірно ніколи не буде додана)
- Польська
- Португальська
- Російська
- Румунська
- Тайська
- Турецька
- Угорська
- Українська (з 2013)
- Фінська
- Французька
- Чеська
- Шведська
- Японська

## Роль в українських відеоігрових локалізаціях
STS мав визначальне значення для розвитку українських відеоігрових локалізацій, оскільки саме тут у 2014 році вперше була надана можливість офіційно локалізувати ігри ААА-класу, а також провідні кіберспортивні дисципліни: Dota 2 та Counter-Strike: Global Offensive.
Локалізація найбільшого сервісу цифрової дистрибуції Steam теж суттєво посприяла збільшенню кількості українських відеоігрових локалізацій. Окрім того, завдяки тривалому спілкуванню українських адміністраторів і модераторів зі співробітниками Valve у 2018 році сталася знакова для українського ігрового ринку подія — у Steam додано підтримку української гривні, а Україну виведено в окремий ціновий регіон, хоча й об'єднаний структурно із країнами СНД та Російською Федерацією.

## Український розділ
Спроби домовитися про відкриття українського розділу на STS почалися ще у 2011, коли з цією метою була створена група Ukrainian Localizations у Steam. Однак успіху волонтерам вдалося добитися лише через кілька років за допомогою голосування у Greenlight.
З того часу на сервері було перекладено українською всі ігри Valve (не у всіх, однак, локалізація випущена офіційно), а також деякі ігри сторонніх розробників.
Навколо українського розділу згуртувалася велика кількість волонтерів (STS UA), які, окрім перекладів на сервері STS, також на добровольчих засадах переклали понад 50 ігор українською мовою вже за межами серверу, напряму зв'язуючись із розробниками ігор. Це одна з найбільших активних українських команд відеоігрових локалізацій.